# هوارد شوارتز
هوارد شوارتز (بالإنجليزية: Howard Schwartz)‏ هو كاتب أمريكي، ولد في 21 أبريل 1945 في سانت لويس في الولايات المتحدة.